# Letters to Juliet
Letters to Juliet är en amerikansk film från 2010 i regi av Gary Winick.

## Handling
Sophie är en ung amerikanska. Tillsammans med sin arbetsnarkoman till fästman åker hon till Verona i Italien på för-smekmånad. I Verona upptäcker Sophie hur kvinnor från hela världen lämnar brev till Shakespeares Julia (Romeo och Julia), och en grupp kvinnor som kallar sig Julias sekreterare besvarar breven. Medan hon hjälper kvinnorna hittar Sophie ett femtio år gammalt brev från brittiska Claire som femtio år tidigare var kär i en italienare, Lorenzo, men hon vågade aldrig älska honom eftersom hennes föräldrar inte gillade honom. Sophie svarar på brevet och den nu 65-åriga Claire dyker upp i Verona med sin sonson Charlie. De tre ger sig ut på en resa genom Italien för att finna Lorenzo.

## Rollista
- Amanda Seyfried - Sophie Hall
- Christopher Egan - Charlie Wyman
- Vanessa Redgrave - Claire Smyth-Wyman
- Franco Nero - Lorenzo Bartolini
- Gael García Bernal - Victor